# Telmatoblechnum
Telmatoblechnum, rod paprati iz porodice rebračevki (Blechnaceae) rasprostranjen po tropskoj Americi do Floride (jedna vrsta) i tropskoj Aziji i  Australiji (jedna vrsta).

## Vrste
1. Telmatoblechnum indicum (Burm.) Perrie, D.J.Ohlsen & Brownsey
2. Telmatoblechnum serrulatum (Rich.) Perrie, D.J.Ohlsen & Brownsey

## Sinonimi
- Blechnopsis Sect.Diafnia C.Presl